# IC 2278
IC 2278 ist ein nicht vorhandenes Objekt, das der Astronom Max Wolf am 13. Februar 1901 fälschlich in den Index-Katalog (IC) aufnahm. Als Ursache für den Fehler wird eine defekte Photoplatte vermutet.